# McSpicy
| McDonald’s-Mahlzeit in Indien, ein McSpicy enthält | McDonald’s-Mahlzeit in Indien, ein McSpicy enthält |
| Nährwert pro Sandwich                              | Nährwert pro Sandwich                              |
| -------------------------------------------------- | -------------------------------------------------- |
| Energie                                            | 522 kcal (2180 kJ)                                 |
| Kohlenhydrate                                      | 50 g                                               |
| Ballaststoffe                                      | 3 g                                                |
| Fett                                               | 25 g                                               |
| Gesättigt                                          | 5,1 g                                              |
| Protein                                            | 24 g                                               |
| Sodium                                             | 1280 mg                                            |

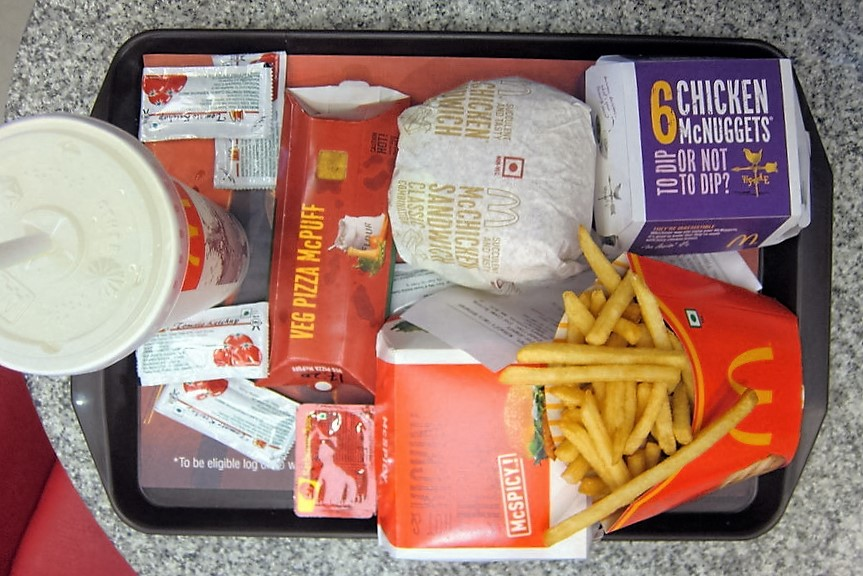
Die Werte können außerhalb von Singapur abweichen.

McSpicy ist der Name, den die Fast-Food-Restaurantkette McDonald’s in verschiedenen Märkten für ihre Burger verwendet. In Singapur ist der McSpicy genannte Chicken-Burger der meistverkaufte Burger der Kette.

## Hähnchenschenkel-Burger
Der McSpicy-Burger wird in Singapur,Hongkong, Sri Lanka den Philippinen und Indonesien verkauft und enthält ein gewürztes, gebratenes Hähnchenschnitzel aus Beinfleisch, begleitet von Salat und Mayonnaise. Der Burger wurde 1999 in Singapur eingeführt.
Im Oktober 2020 wurde der Burger in Australien als fester Bestandteil der Speisekarte eingeführt, nachdem er zu Beginn des Jahres zunächst nur vorübergehend angeboten worden war. Der Burger wurde auch im Restaurant der weltweiten McDonald’s-Zentrale in Chicago verkauft, und zwar auf rotierender Basis.
In Indien wird ein McSpicy-Chicken-Burger als Teil einer Produktreihe unter dem Namen McSpicy verkauft.
Ein McSpicy Deluxe mit Käse und Tomate wurde in Singapur verkauft, während ein gleichnamiger Burger in Vietnam mit Tomate verkauft wird.

## Andere Verwendungen des Namens McSpicy
Der Name McSpicy wurde im Mai 1999 für einen Werbezeitraum im Vereinigten Königreich eingeführt. 2021 brachte McDonald’s UK einen Burger mit dem Namen McSpicy auf den Markt, der jedoch mit Hähnchenbrust in einer knusprigen Hülle, Salat und einer cremigen Sauce zubereitet wurde.
In Südkorea wurde der McSpicy Shanghai Burger speziell für den koreanischen Markt entwickelt; er wird ebenfalls mit Hühnerbrust zubereitet.
In Indien brachte McDonald’s im Jahr 2011 den McSpicy Chicken Burger, den McSpicy Paneer Burger, den McSpicy Chicken Wrap und den McSpicy Paneer Wrap auf den Markt. Der McSpicy Chicken Burger wird aus Hähnchenschenkel hergestellt. Nach seiner Einführung war der McSpicy Paneer Burger so beliebt, dass die Restaurants jede Woche ausverkauft waren. Im Mai 2020 nahm McDonald’s Indien ein Fried Chicken unter dem Namen McSpicy in sein Angebot auf: McSpicy Fried Chicken.
Im Mai 2017 wurde in Norwegen ein vegetarischer McSpicy-Burger eingeführt, der ohne Käse vegan ist.